# Nelinho Quina
Nelinho Minzun Quina (Lima, 13 september 1987) is een Peruviaans voetballer die sinds het seizoen 2009-2010 uitkomt voor KVC Westerlo. Quina is een verdediger en kwam voorheen uit voor Universitario de Deportes. Aan het einde van het seizoen kreeg hij te horen dat zijn contract niet verlengd zou worden en hij op zoek mag naar een andere club.